# Špičnik
Spičnik je naselje u slovenskoj Općini Kungoti. Spičnik se nalazi u pokrajini Štajerskoj i statističkoj regiji Podravskoj. 

## Stanovništvo
Prema popisu stanovništva iz 2002. godine naselje je imalo 120 stanovnika.